# Güneşi Beklerken (serie de televisión)
Güneşi Beklerken es una serie de televisión turca de 2013 producida por D Productions para Kanal D.

## Trama
Demet es una madre sacrificada que ha tenido que cerrar su negocio debido a dificultades financieras. Por tal motivo, junto a su hija Zeynep deciden mudarse a Estambul ayudadas por Jale, amiga de Demet, quien les dará alojamiento y una beca para que Zeynep estudie en una de las escuelas privadas más prestigiosas de la ciudad, donde ella es directora. En su primer día de clases Zeynep pelea con Kerem, el problemático hijo de los dueños de la escuela. Kerem gobierna la escuela bajo sus leyes, pero Zeynep no las acepta y le desafía frente a todos. Esto molesta a Kerem, quien ideará un plan para convertir la vida de Zeynep en una pesadilla.

## Reparto
- Emre Kınay como Cihan Güzel.
- Hande Doğandemir como Zeynep Yılmaz.
- Kerem Bürsin como Kerem Sayer / Güneş Sayer.
- İsmail Ege Şaşmaz como Barış Erdoğan.
- Yağmur Tanrısevsin como Melis Güzel.
- Ebru Aykaç como Demet Yılmaz.
- Gökçe Yanardağ como Tülin Şahin.
- Hale Akınlı como Behice Erdoğan.
- Simay Küçük Tuna como Sevim Sayer.
- Hasan Şahintürk como Ahmet Sayer.
- Mehmet Bilge Aslan como Dr. Murat
- Ozan Osmanpaşaoğlu como Aksel Varol.
- Emre Törün como Mehmet Varol.
- Funda İlhan como Yıldız.
- Levend Yılmaz como Osman Yılmaz.
- Ece Dizdar como Melda.
- Deniz Türker como Jale.
- Gökhan Atalay como Tayfun Salihoğlu.
- Nilay Deniz como Begüm Varol (Asiye, en doblaje en español).
- Merve Hazer como Yağmur Baykal.
- Songül Kaya como Hafize Baykal.
- Ece Bozyaka como Dilan Soylu (Begüm, en doblaje en español).
- Efecan Şenolsun como Can Demircioğlu.
- Yiğit Özyer como Sedat.
- Caner Şimşek como Koray Sayer.
- Can Sipahi como Bora.
- Demet Sevim como Aydan.
- Derya Aldemir como Nurgül.
- Emrah Özçelik como Ufuk.
- Selen Korkutan como Merve.
- Elayne Molberg como Jane Davidson.
- Tekin Temel como Cem Karacaoğlu.
- Emek Büyükçelik Uyar como Ayşen.
- Levent Sülün como Kenan Erdoğan.
- Didem İnselel como Nalan.
- Nergis Işık como Nergis.
- Mustafa Partal como Rıza.
- Duygu Sarışın como Ayşegül.
- Günce Mutlu como Hülya.

## Premios y nominaciones
| Año  | Premios               | Categoría      | Nominado     | Resultado | Ref.  |
| ---- | --------------------- | -------------- | ------------ | --------- | ----- |
| 2014 | Premios Altın Kelebek | Mejor director | Altan Dönmez | Ganador   | [ 3 ] |